# Титова, Валентина Антиповна
Валенти́на Анти́повна Тито́ва (род. 6 февраля 1942, Калининград, Московская область, СССР) — советская и российская актриса театра и кино.

## Биография
Родилась 6 февраля 1942 года в Калининграде Московской области (теперь город Королёв).
Валентина Титова дебютировала совсем молодой на сцене Дворца культуры. Затем она стала актрисой в свердловском Театре юного зрителя, а затем перешла на работу в БДТ: «Был единственный набор в студию при Большом драматическом театре, я в него попала. Меня притащила приятельница — мы вместе учились в Свердловском театральном училище (1960—1962) и вместе отправились в Ленинград, к Товстоногову. Сама бы я никогда не посмела: мне казалось, что дистанция между мной и этими уникальными, талантливыми людьми, которые работают в БДТ, так велика».
В 1964 году окончила студию при БДТ им. М. Горького в Ленинграде.
В 1970—1992 годах — актриса Театра-студии киноактёра в Москве.
Самые известные роли она сыграла в фильмах: «Метель» (1964), «Щит и меч» (1968), «Опасный поворот» (1972), «Дни Турбиных» (1976), «Отец Сергий» (1978), «Петровка, 38» (1980), «Карнавал» (1981), «Завещание профессора Доуэля» (1984), «Женщин обижать не рекомендуется» (2000).
В числе последних ролей Валентины Титовой — мелодрама Евгения Матвеева «Любить по-русски», криминальная лента Александра Хвана «Умирать легко», сериал «Другая жизнь» режиссёра Елены Райской и комедия Мартироса Фаносяна «Нечаянная радость».
Валентина Антиповна Титова снималась у Станислава Ростоцкого, Михаила Швейцера, Льва Кулиджанова, Георгия Данелия, Игоря Таланкина, Юрия Егорова, но чаще других — у Владимира Басова, который был её первым мужем.
Валентина Титова не является ни народной, ни заслуженной артисткой, хотя она и снималась во многих известных фильмах. По словам актрисы, её кандидатуру дважды подавали на звание, когда она работала в театре киноактёра, но для получения звания надо было хлопотать за себя, а этого она никогда не умела и не делала.

## Семья
- Первый муж (1964—1978) — актёр, режиссёр Владимир Павлович Басов. Ушла к кинооператору Георгию Рербергу. Суд при разводе оставил обоих детей с отцом.
  - Сын — Александр Басов (род. 1965), кинорежиссёр.
  - Дочь — Елизавета Басова (род. 1969), танцовщица. Не сумев поступить в балетное училище Большого театра после подготовительного курса, поступила в Вагановское училище. Окончив его, вышла замуж за гражданина Греции по фамилии Адонис, переехала в Париж[5].
- Второй муж (1978—1999) — кинооператор Георгий Иванович Рерберг.

## Фильмография
- 1964 — Метель — Марья Гавриловна
- 1966 — Восточный коридор — Людмила
- 1967 — Щит и меч — Нина
- 1967 — Фокусник — Даша
- 1967 — Продавец воздуха — Нора
- 1970 — Карусель — Мария Семёновна
- 1971 — Море нашей надежды — Ольга
- 1972 — Возвращение к жизни — Мари
- 1972 — Опасный поворот — Фреда Кэплен
- 1972 — Вашингтонский корреспондент — Марианна Купер
- 1972 — Город на Кавказе (короткометражка) — жена-симулянтка
- 1973 — Нейлон 100% — Инга Киреева
- 1973 — Не пройдёт и года... — жена прораба Петра Ивановича
- 1973 — Большая перемена — гостья на свадьбе (в титрах не указана)
- 1975 — Шаг навстречу — Стрешникова
- 1976 — 100 грамм для храбрости — Клавдия Михайловна Панюкова
- 1975 — Долгие вёрсты войны — Ирма
- 1975 — Ау-у! — актриса (королева)
- 1975 — Восход над Гангом — Мери
- 1976 — Дни Турбиных — Елена Васильевна Тальберг
- 1976 — Сентиментальный роман — Марианна, жена Ильи
- 1977 — Семейные обстоятельства — Нина
- 1977 — Мимино — Татьяна Синицына, жена Родиона Васильевича Синицына, оперного певца
- 1977 — Гонки без финиша — жена Мещерникова
- 1978 — Живите в радости — жена Варенцова
- 1978 — Звезда надежды — эпизод
- 1978 — По улице комод водили — Вера Ивановна, секретарь
- 1978 — Расписание на послезавтра — Зоя Вакина, спецкор столичной газеты
- 1978 — Отец Сергий — Мэри Короткова
- 1978 — Ралли — Кристина Глушкова
- 1979 — Тяжёлая вода — Ольга Андреевна
- 1979 — Голубой карбункул — графиня Моркар
- 1979 — Карл Маркс. Молодые годы — Агнес Рунге
- 1980 — Обмен — Лина
- 1980 — Петровка, 38 — мать Лёньки
- 1980 — Однажды двадцать лет спустя — Леночка Амосова, астроном, одноклассница
- 1980 — Гражданин Лёшка — стюардесса
- 1980 — Звёздный инспектор — Марджори Хьюм
- 1981 — Карнавал — квартирная хозяйка
- 1981 — Фруза — Нонна
- 1981 — Звездопад — актриса
- 1981 — Золотые рыбки — продавщица в зоомагазине
- 1982 — Государственная граница. Восточный рубеж — Аглая
- 1982 — Личные счёты — Ольга Петровна Скопина
- 1983 — Водитель автобуса — учительница
- 1983 — Нежный возраст — Эрна Фёдорова, учительница немецкого языка
- 1984 — Восемь дней надежды — Нина, жена Белоконя
- 1984 — Завещание профессора Доуэля — Мари Лоран, ассистентка профессора
- 1984 — ТАСС уполномочен заявить… — Галина Михайловна Потапенко, подруга Ольги
- 1985 — Завещание — Нина, жена Угарова
- 1985 — Змеелов — Тамара, жена Котова
- 1985 — И на камнях растут деревья — мать Кукши
- 1985 — Тётя Маруся — Вера
- 1986 — Верую в любовь — Елена
- 1987 — Экзамен на директора — Алла Борисовна
- 1987 — Железное поле — Лиля Бобылёва
- 1987 — Шантажист — Елена Куликова, мама Гены
- 1989 — Стеклянный факел / Die gläserne Fackel — доктор Лидия Прусова
- 1989 — Это было у моря — мать Илоны
- 1989 — Ночевала тучка золотая… — Шмидт, директор детского дома
- 1989 — Женщины, которым повезло — Вероника Сергеевна Данилевская, актриса
- 1990 — Бес в ребро — Ангелина, работница ресторана «Эль»
- 1991 — Безумная Лори — хозяйка пёсика Тоби
- 1991 — Семьянин — жена Вани
- 1991 — Царь Иван Грозный — настоятельница монастыря
- 1992 — Официант с золотым подносом — Дроздова
- 1992 — Преступление не будет раскрыто
- 1995 — Дом — Мария Сергеевна Прозорова
- 1999 — Умирать легко — Любовь Николаевна
- 1999 — Женщин обижать не рекомендуется — Наталья Александровна, мать Веры
- 2003 — Другая жизнь — мать Вадима
- 2004 — Евлампия Романова 2. Созвездие жадных псов — Нора Славина
- 2005 — Нечаянная радость — Дарья Михайловна
- 2006 — Кромъ — Софья Александровна Звонина, глава земельного комитета
- 2008 — Десантный батя — Анна Меркулова
- 2016 — Макаровы — Анна Сергеевна